# Resonancia de plasmones
Los plasmones de superficie son oscilaciones coherentes de electrones que existen en la interfaz entre dos materiales donde la parte real de la función dieléctrica cambia de signo a través de la interfaz.
Una de las aplicaciones de este fenómeno es la tecnología de la resonancia en superficie de plasmones.